# ماریت فان اوپن
ماریت فان اوپن (انگلیسی: Marit van Eupen؛ زادهٔ ۲۶ سپتامبر ۱۹۶۹) قایقران روئینگ اهل هلند بوذ.